# Dan Biggar
Daniel "Dan" Biggar (Morriston, Swansea, Gal·les, 16 d'octubre de 1989) és un jugador de rugbi a 15 gal·lès, que actualment juga al Northhampton Saints. Ha jugat a totes les categories inferiors de la selección de gal·les, fent el seu debut a la selección absoluta a l'edat de 19 anys en un partit contra Canadà. És el jugador més jove en jugar 100 partits amb Ospreys.

## Carrera professional
Tot i que el seu debut amb la selecció gal·lesa fou el 2008 en un test contra Canadà, no seria fins que el 18 de gener de 2010 fou cridat pel seleccionador gal·lès per debutar en el Torneig de les Sis Nacions 2010, que pasaria a formar part de forma regular de l'equip nacional. Passat el torneig, Biggar no entraria en els plans del seleccionador, ja que tenia a Rhys Priestland i l'aleshores jugador de l'USAP James Hook com a titulars, el que el deixaria fora de la Copa del Món de Rugbi de 2011 i provocaria que la carrera internacional del jugador d'Ospreys es veiñes interrompuda fins a 2012, quan una excel·lent temporada amb el seu equip (Que guanyaria la Pro 12 gràcies a una conversió seva) permetria que tornés a ser seleccionat. La temporada següent, Biggar aconseguiria guanyar amb Gal·les el Torneig de les Sis Nacions 2013, sent l'ala titular com a conseqüència de la lesió de Rhys Priestland. Una conversió seva contra Anglaterra donaria el torneig als gal·lesos. La seva bona forma seguiria la temporada 2013-14 el que el permetria jugar els test de tardor de 2013 contra Austràlia i Argentina, i jugant el Torneig de les Sis Nacions 2014 i els test de l'estiu i tardor contra els Springbooks. El 2015, Biggar repetiria com a xutador de la selecció gal·lesa que arribaria fins a la darrera jornada amb possibilitats de guanyar el Torneig de les Sis Nacions 2015 i formaria part de l'equip gal·les que jugaria la Copa del Món de Rugbi de 2015, la qual faria història al guanyar a Anglaterra a Twickenham gràcies a un xut seu, que suposaria a la llarga l'eliminació de l'amfitriona del seu mundial. Finalment, Gal·les quedaria eliminada en quarts de final per la selecció de Sud-àfrica.